# Nuclear Spectroscopic Telescope Array
Le Nuclear Spectroscopic Telescope Array ou NuSTAR, est un petit télescope spatial à rayons X de la NASA, lancé le 13 juin 2012, qui a pour objectif l'observation de rayons plus énergétiques (3-79 keV) que ceux étudiés par Chandra et XMM-Newton. Le télescope utilise deux optiques de type Wolter-I, constituées de 133 miroirs cylindriques emboîtés les uns dans les autres. Les miroirs en verre sont recouverts de plusieurs couches métalliques qui exploitent le principe du miroir de Bragg pour permettre la réflexion des rayons X les plus durs sous des incidences plus élevées. Ceux-ci font converger les rayons X sur des détecteurs constitués par quatre détecteurs à semi-conducteur de type TZC. Le télescope utilise une technique mise au point pour le télescope à rayons X HEFT transporté par ballon. La sensibilité résultante pour les rayons X durs est de 10 à 100 fois supérieure aux télescopes de génération précédente.
NuSTAR doit étudier différentes sources astronomiques d'émission de rayons X durs. Il est chargé d'identifier et évaluer la masse des trous noirs présents dans notre galaxie et détectables par ses instruments, de dresser une carte des explosions de supernova récentes, de mesurer le changement d'intensité des jets de particules relativistes intenses et d'identifier les sources d'énergie les plus puissantes de notre Galaxie tels que les trous noirs supermassifs et les magnétars. 
NuSTAR est le 11e satellite du programme Small Explorer de la NASA consacré aux petits satellites scientifiques dont le coût est inférieur à 120 millions de dollars américains. Il est lancé par un lanceur aéroporté Pegasus qui le place sur une orbite basse circulaire à 600 km d'altitude avec une inclinaison quasi équatoriale (6°). La durée nominale de la mission est de deux ans mais peut être étendue à six ans.

## Contexte

### Des progrès techniques récents dans le domaine des rayons X durs
Les rayons X ont une longueur d'onde inférieure ou proche de la distance entre atomes. Pour cette raison, les rayons X, qui arrivent sur une surface réfléchissante, ne sont pas renvoyés par celle-ci comme la lumière visible mais la traversent. Toutefois lorsque l'angle d'incidence est presque rasant, le rayonnement X peut être réfléchi. Cette caractéristique est exploitée par certains télescopes à rayons X. Ceux-ci utilisent un miroir en forme de tonneau dont l'axe coïncide avec l'angle de pointage. Mais très peu de photons sont ainsi collectés. Pour accroître la surface collectrice on emboîte l'un dans l'autre un grand nombre de miroirs de forme cylindrique (appelés coques) de diamètre décroissant. Plus le rayon X est dur, c'est-à-dire énergétique, plus l'incidence doit être faible. Aussi jusqu'à récemment cette technique d'observation est utilisée que pour les rayons X mous, peu énergétiques.
Au cours des années 2000, des progrès techniques majeurs sont effectués dans le domaine de l'astronomie en rayons X durs (plus de 10 keV) qui  peuvent être désormais observés à l'aide de télescopes dotés d'un système de focalisation. Ce type d'optique permet un gain d'un ordre de grandeur en sensibilité par rapport aux systèmes à collimateurs ou à masques codés utilisés jusqu'à présent pour l'observation des rayons X durs. Le rapport entre la surface collectrice et celle du détecteur peut être de 1 000 ou plus. Pour parvenir à focaliser les rayons X à grande énergie, la surface collectrice qui réfléchit des rayons X arrivant sous une incidence de quelques minutes d'arc, est recouverte de plusieurs couches de revêtements métalliques qui exploitent le principe du miroir de Bragg pour permettre leur réflexion sous des incidences plus élevées. Ces nouvelles techniques sont d'abord implantées sur des télescopes X transportés par ballon-sonde tels que le High-Energy Focusing Telescope (HEFT) : celui-ci permet la mise au point de l'optique et des détecteurs utilisés par NuSTAR qui doivent être également mis en œuvre par le télescope spatial japonais ASTRO-H (perdu peu après son lancement). NuSTAR est le premier télescope spatial à utiliser cette technique.

### Le lancement du projetNuSTAR
En mai 2003, NuSTAR est une des 36 propositions soumises pour les 10 et 11e satellites du programme Small Explorer qui regroupe des missions scientifiques à coût peu élevé (moins de 120 millions de dollars américains). En novembre de la même année, la NASA sélectionne NuSTAR et quatre autres propositions pour une première étude de faisabilité de cinq mois. En janvier 2005, la NASA sélectionne NuSTAR sous réserve de la conclusion favorable d'une étude de faisabilité d'un an. Le programme est arrêté en février 2006 à la suite de restrictions dans le budget 2007 consacré aux sciences. En septembre 2007, le projet est réactivé avec un lancement planifié pour août 2011,,.
Le responsable scientifique du projet est Fiona Harrison du Caltech et le centre JPL de la NASA assure la conduite du projet. Le centre de vol spatial Goddard fournit les miroirs élémentaires ; l'université technique du Danemark est chargée du dépôt des couches de revêtements métalliques sur les plaques de verre. Celles-ci sont ensuite assemblées à l'université Columbia à New York grâce à des machines conçues pour ce seul usage. Le Caltech développe les détecteurs situés au plan focal. Les autres centres de recherche concernés sont l'université de Californie à Berkeley, l'université de Californie à Santa Cruz, le centre de l'accélérateur linéaire de Stanford et l'université de Sonoma. Les principaux partenaires industriels de NuSTAR sont Orbital Sciences Corporation qui fournit la plateforme et assemble le satellite et ATK Space Systems qui réalise le mât télescopique.

## Objectifs scientifiques
NuSTAR est le premier télescope spatial à rayons X durs, c'est-à-dire dont l'énergie est comprise en 6 et 79 keV. Jusqu'à présent, ce rayonnement est peu étudié car les optiques mises en œuvre utilisent la technique des masques codés qui induit une sensibilité limitée et beaucoup de bruit de fond.

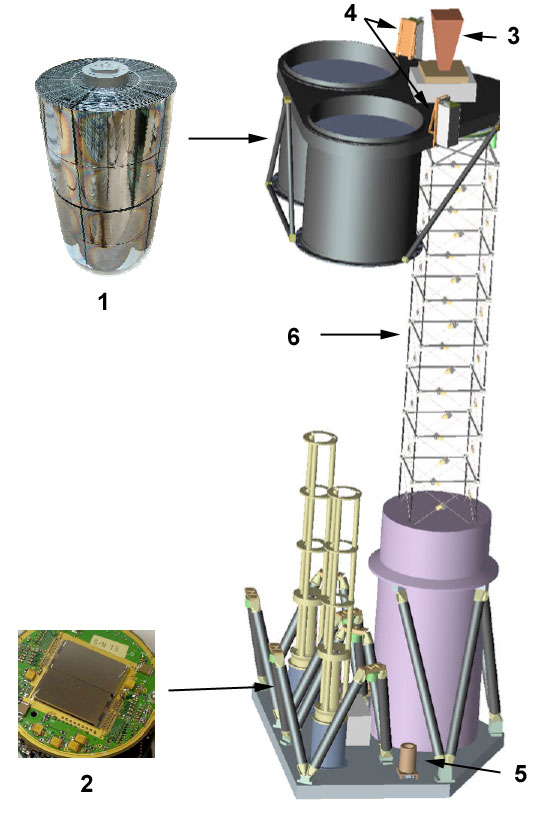
Schéma du télescope Nustar 1 : optique - 2 : détecteur au plan focal - 3 : viseur d'étoiles - 4 et 5 : système de mesure laser - 6 : mât déployable (10 m).

Les principaux objectifs du télescope NuSTAR sont d'étudier les trous noirs, de dresser une carte des supernova récentes, d'étudier les sources des jet relativistes des galaxies les plus actives abritant des trous noirs supermassifs et d'identifier les sources d'énergie les plus puissantes de notre Galaxie. NuSTAR a comme objectif secondaire l'étude des rayons X durs émis par la couronne solaire durant les éruptions solaires ainsi que la détection des axions, particules hypothétiques qui peuvent être émises par le Soleil.

### Étude des trous noirs
Lorsque la matière tombe dans un trou noir, elle est portée à des températures de plusieurs millions de degrés et émet une grande quantité de rayons X. Ces rayons permettent d'identifier les trous noirs, par ailleurs indétectables dans la plus grande partie du spectre électromagnétique, et également d'estimer leur masse. Le trou noir supermassif (4 millions de fois la masse du Soleil) qui est situé au cœur de notre galaxie, associé à la radiosource Sagittarius A*, est ainsi masqué par la poussière stellaire et les gaz qui l'entourent mais peut être détecté grâce aux émissions de rayons X. L'un des objectifs de NuSTAR est de rechercher les trous noirs stellaires (dont la masse est égale à plusieurs fois celle du Soleil) ou supermassifs présents dans notre galaxie et dans l'Univers en évaluant leur masse.

### Cartographie des supernova
NuSTAR a la capacité d'étudier les émissions des noyaux radioactifs produites par l'explosion des supernovas et qui se dégradent progressivement dans les rémanents de supernova.

### Étude des sources de jets relativistes
La plupart des galaxies, y compris la nôtre, hébergent des trous noirs d'une masse de plusieurs millions à plusieurs milliards de fois notre Soleil. Ces trous noirs interagissent généralement de manière limitée avec leur environnement mais il peut y avoir des épisodes violents durant lesquels le gaz situé à proximité du trou noir est perturbé et forme un disque d'accrétion dont le contenu tombe progressivement dans le trou noir en générant des jets de particules relativistes intenses. Lorsque ces jets sont dirigés vers la Terre ils sont désignés sous le terme de blazar. Ces émissions varient rapidement en intensité, éventuellement sur quelques jours, reflétant des changements dans le comportement des trous noirs. NuSTAR doit mesurer le changement d'intensité de ces jets dans le domaine des rayons X dur.

### Identification des sources d'énergie les plus puissantes de notre galaxie
Les rayons X durs que peut observer NuSTAR ne sont pas affectés par la présence de nuages de gaz contrairement aux rayons X mous. NuSTAR peut ainsi observer la région centrale de notre galaxie invisible sur d'autres longueurs d'onde et étudier le trou noir supermassif qui semble s'identifier avec la source radio Sagittarius A*. NuSTAR doit également étudier les magnétars, qui sont des étoiles à neutrons disposant d'un champ magnétique hyperpuissant, qui émet des radiations électromagnétiques de haute énergie, comme les rayons X et gamma.

## Caractéristiques techniques deNuSTAR
NuSTAR a une masse totale de 360 kg. Il utilise une plateforme d'Orbital Sciences qui supporte deux télescopes jumeaux.

### Caractéristiques du télescope
NuSTAR dispose de deux télescopes identiques qui utilisent une optique Wolter de type I : le rayon est d'abord réfléchi par un miroir parabolique puis par un miroir hyperbolique dans le prolongement du premier. Une optique est constituée de 133 couches (coques) : une coque est constituée d'un miroir cylindrique supérieur et inférieur dans le prolongement l'un de l'autre (voir schéma) tous deux légèrement coniques permettant ainsi de reproduire les formes parabolique et hyperbolique. Un miroir est constitué par l'assemblage d'un nombre variable de plaques de verre d'une épaisseur de 2,1 mm mises en forme par thermoformage : les miroirs internes (coques 1 à 65) sont constitués de 12 plaques de verre tandis que les miroirs externes sont réalisés avec 24 plaques. Les plaques sont attachées entre elles par des entretoises en fibre de carbone d'une largeur comprise entre 1,2 mm et 1,6 mm qui donnent au miroir la forme optique recherchée. Les entretoises solidarisent les miroirs avec une structure réalisée en titane. Les différentes pièces sont collées entre elles à l'aide d'époxyde. Chaque plaque de verre est recouverte de plusieurs couches de matériau réfléchissant : chaque couche est destinée à la réflexion d'une partie du spectre des rayons X. L'optique utilise en tout 10 combinaisons différentes de matériau réfléchissant pour obtenir les propriétés optiques désirées : la couche réfléchissante des coques extérieures combine tungstène et silicium tandis que pour les coques internes on utilise une combinaison de platine et de carbure de silicium plus performante pour les rayons X durs collectés par cette partie de l'optique. 

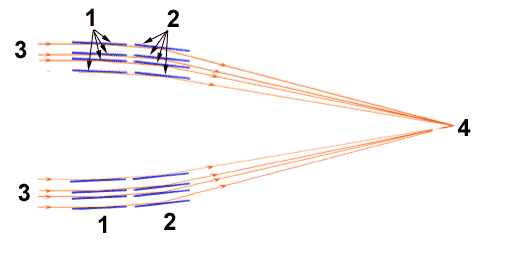
Schéma d'une optique Wolter 1 :
1 : miroirs paraboliques - 2 : miroirs hyperboliques - 3 : rayons X incidents - 4 : Point focal.

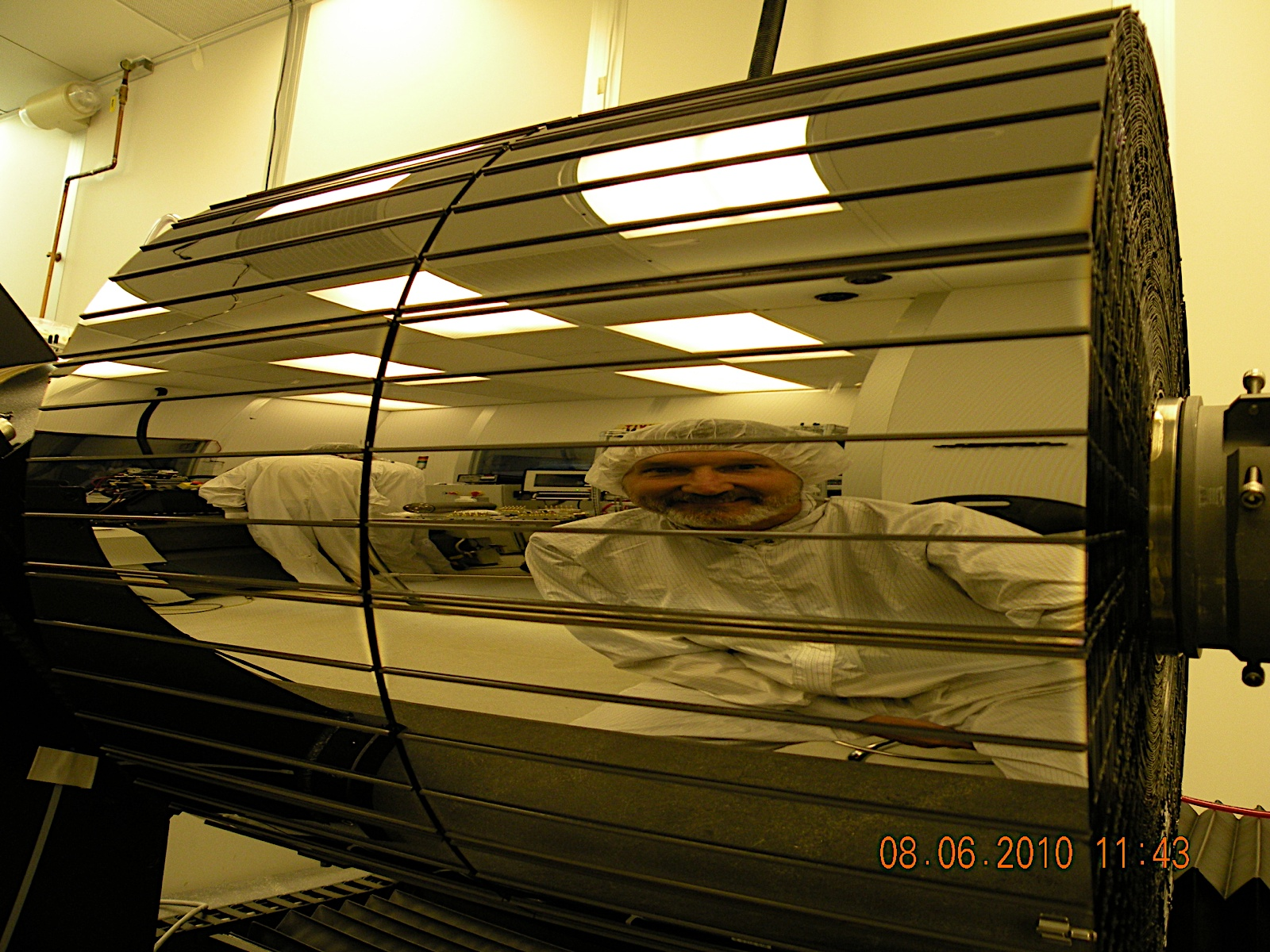
Un des deux ensembles optiques.

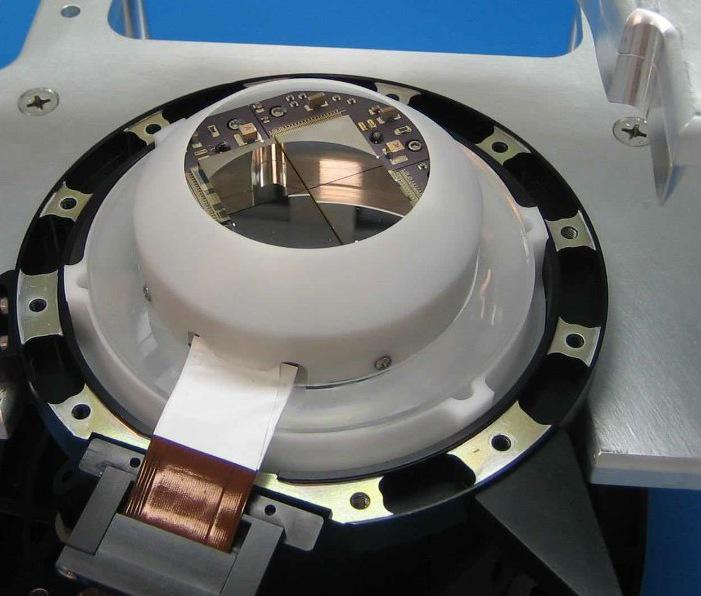
Plan focal avec les détecteurs entourés du blindage actif en iodure de césium (matériau blanc).

Une optique assemblée fait 19,1 cm de diamètre, est longue de 47,2 cm et pèse 31 kg. La surface collectrice obtenue est de 847 cm2 pour les rayons de 9 keV mais se réduit à 60 cm2 pour les rayons de 78 keV. Compte tenu de l'angle d'incidence très faible, la convergence des photons au plan focal du télescope se fait à une grande distance de l'optique. La longueur focale de NuSTAR est ainsi de plus de 10 mètres. Pour limiter l'encombrement et le poids de ce télescope à faible coût, l'écartement entre l'optique et le plan focal est obtenu à l'aide d'un mât télescopique qui se déploie en orbite. Ce système est mis en œuvre notamment pour les panneaux solaires de la Station spatiale internationale et lors d'une mission de la navette spatiale américaine. Le télescope est placé sur une orbite basse, ce qui limite les coûts mais entraîne des amplitudes importantes et fréquentes de température. Le mât est soumis à des contraintes thermiques importantes lors du passage du télescope du côté jour au côté nuit de son orbite qui induisent des déformations de la géométrie de l'ensemble constitué par l'optique et les détecteurs situés au plan focal. Pour limiter ces variations qui dégradent la qualité des images obtenues, un système de mesure laser permet de détecter les écarts en comparant en parallèle l'image fournie par le viseur d'étoiles et celle recueillie par les détecteurs. Seuls sont corrigés les écarts transversaux par rapport à l'axe optique et les torsions le long de cet axe. Les déformations sur les trois autres degrés de liberté, entre autres l'écartement entre optique et plan focal, ont un impact sur la qualité du résultat qui est estimé négligeable. Un système à un des deux points d'attache du mât télescopique effectue les corrections nécessaires.
Le plan focal est occupé par 4 détecteurs au tellurure de cadmium-zinc associés à un circuit intégré spécialisé (ASIC). Chaque détecteur contient 32 × 32 pixels de 600 microns. Les quatre détecteurs sont jointifs avec un écartement de 500 microns. La taille du plan focal obtenu est de 13' × 13'. La résolution angulaire est de 45 secondes. La résolution spectrale est de 500 eV pour les rayons entre 5 et 30 keV, de 1 keV pour les rayons de 60 keV et 1,2 keV pour les rayons X de 86 keV. Le plan focal est maintenu de manière passive à une température comprise entre 0 et 5 °C. Les détecteurs sont protégés par un blindage cylindrique actif en iodure de césium qui l'entoure sur une hauteur de 20 cm. L'ouverture définie par le bouclier est de 16° mais un diaphragme passif limite l'ouverture à 4°.

### Plateforme
La plateforme utilisée par le télescope est de type LEOStar-2, déjà mise en œuvre à 6 reprises pour des satellites scientifiques dont 3 satellites scientifiques de la NASA (SORCE, GALEX et AIM). Le satellite est stabilisé sur 3 axes et comporte un panneau solaire unique et articulé qui fournit 750 watts. Le contrôle d'attitude et le pointage repose sur un unique viseur d'étoiles multi-têtes.

## Déroulement de la mission
NuSTAR est lancé le 13 juin 2012 par un lanceur aéroporté Pegasus d'Orbital Sciences Corporation tirée au-dessus l'atoll de Kwajalein. Le télescope est placé sur une orbite basse quasi équatoriale avec une inclinaison de 6° correspondant à la latitude du site de lancement. L'orbite, quasi circulaire de  575 × 600 km permet d'éviter la zone de radiations intenses localisée au niveau de l'anomalie magnétique de l'Atlantique sud.

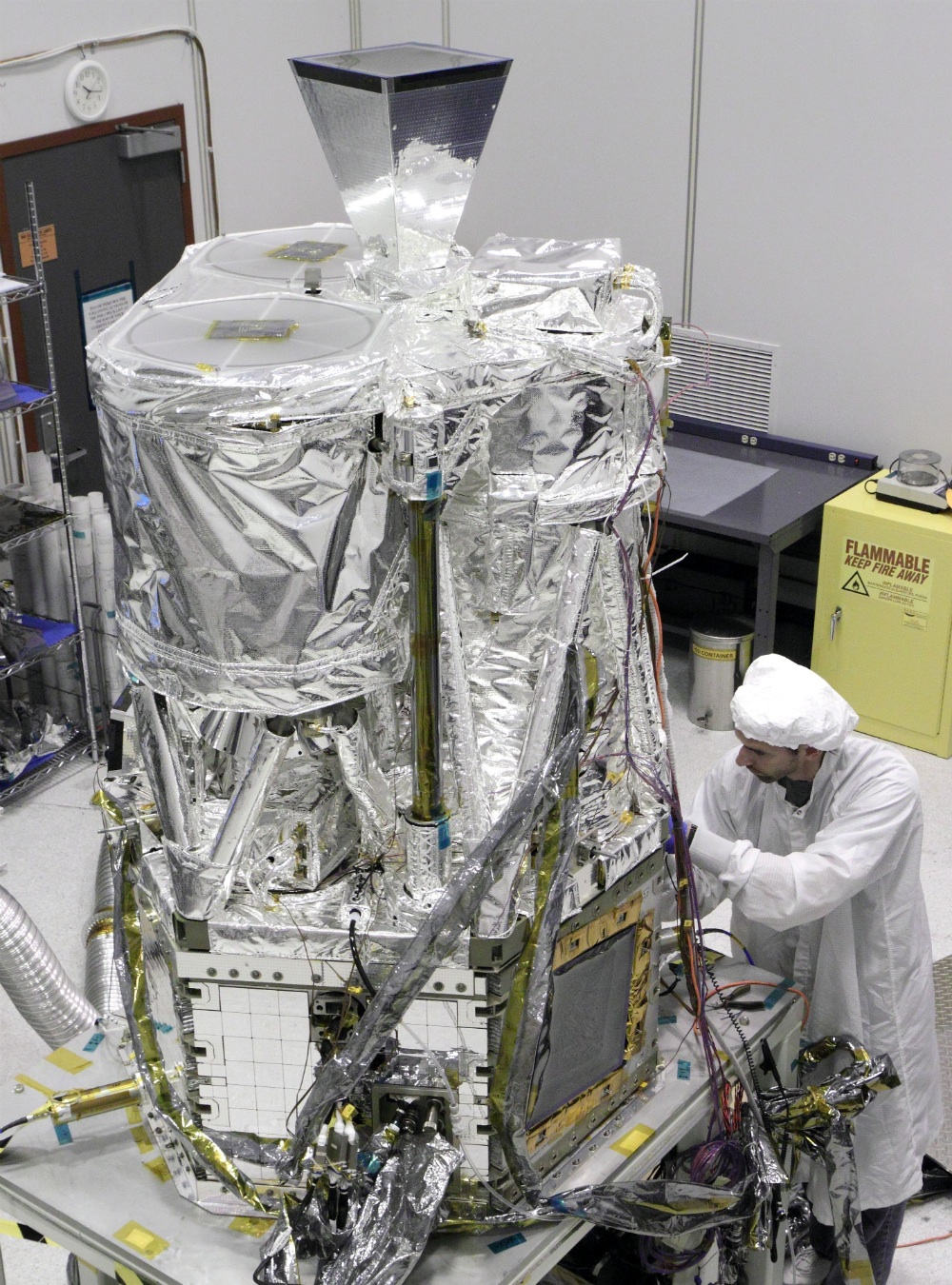
NuSTAR assemblé est en cours de préparation pour une série de tests.

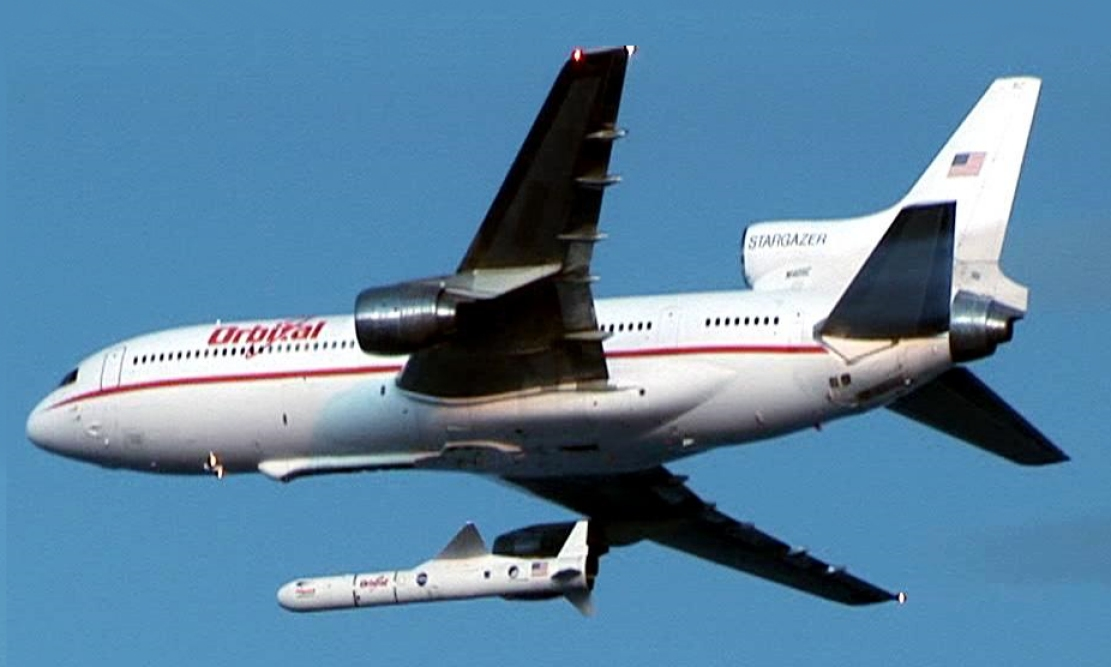
Les lanceurs Pegasus sont lancées depuis un avion porteur.

L'Agence spatiale italienne participe au projet en mettant à disposition sa station de Malindi au Kenya pour l'envoi des commandes au télescope et la réception des données scientifiques. L'envoi de commandes est assez espacé car les périodes d'observation de la même portion de ciel ont une durée d'une semaine ou plus. Les données scientifiques sont d'abord transférées au Caltech où elles sont traitées et validées puis sont distribuées à l'équipe scientifique. Après une période initiale de six mois au cours de laquelle les instruments sont calibrés et leurs performances sont vérifiées, les données sont mises à disposition du public deux mois après leur acquisition via le site HEASARC du centre de vol spatial Goddard.
La durée nominale de la mission est de deux ans. Compte tenu de l'altitude de l'orbite, une durée de vie minimale de cinq ans doit être obtenue avant que l'orbite ne se dégrade trop du fait de la traînée atmosphérique. Une extension de la mission amenant la durée totale de celle-ci à sept ans est envisagée.
Le programme d'observation des deux premières années comprend principalement : 
- L'observation des sources de rayons situées à l'extérieur de notre Galaxie en particulier de la zone X Boötes (8,5 deg²) et de la zone GOODS (300 arc-minutes²).
- L'observation de notre galaxie (rémanents de supernovas, naines blanches, étoiles à neutrons, trous noirs) notamment du centre galactique (2 × 0,8°).
- L'observation des rémanents des supernovas « historiques » telles que SN 1987A, Cassiopée A, SN 1604, SN 1572.
- L'observation des blazars de manière coordonnée avec l'observatoire spatial gamma GLAST et l'observatoire gamma terrestre VERITAS.

## Galerie

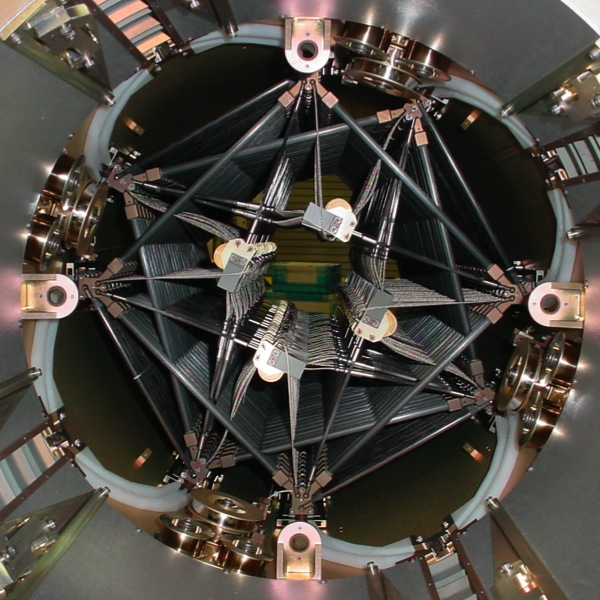
Le mât télescopique en position de stockage.
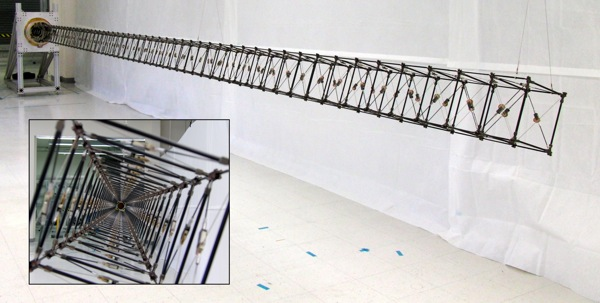
Test de déploiement du mât.
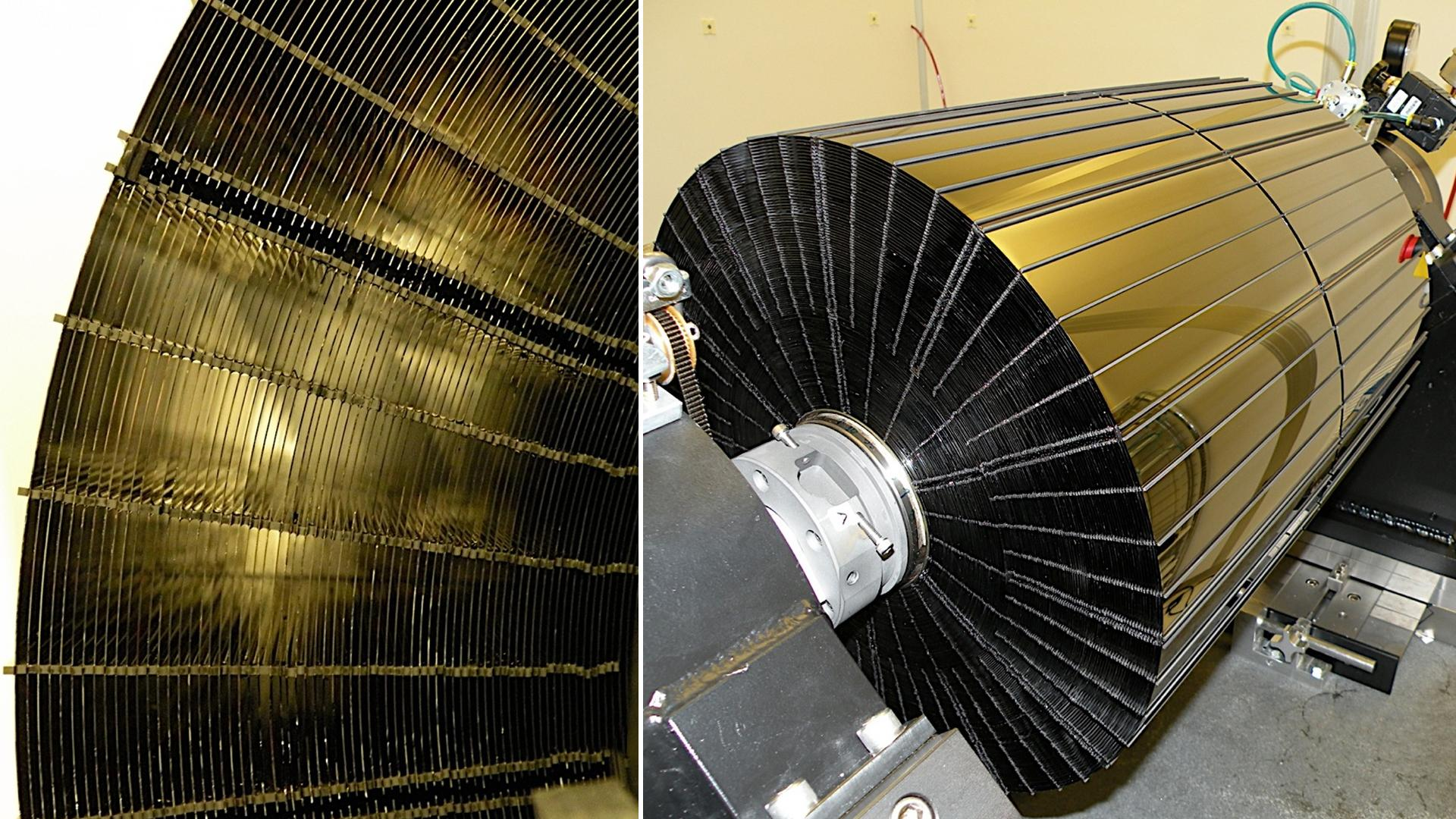
Deux vues d'une optique.